# Kirchenbezirk Niedersachsen-Ost
| Selbständige Evangelisch-Lutherische Kirche Kirchenbezirk Niedersachsen-Ost | Selbständige Evangelisch-Lutherische Kirche Kirchenbezirk Niedersachsen-Ost |
| --------------------------------------------------------------------------- | --------------------------------------------------------------------------- |
|                                                                             |                                                                             |
| Basisdaten                                                                  |                                                                             |
| Leitender Geistlicher:                                                      | Superintendent Bernhard Schütze                                             |
| Kirche:                                                                     | Selbständige Evangelisch-Lutherische Kirche                                 |
| Kirchenregion:                                                              | Nord                                                                        |
| Gemeinden:                                                                  | 23 in 12 Pfarrbezirken                                                      |
| Anschrift:                                                                  | Wandsbeker Stieg 29c 22087 Hamburg                                          |
| Internetauftritt:                                                           | Superintendentur                                                            |

Der Kirchenbezirk Niedersachsen Ost ist ein Kirchenbezirk der Selbständigen Evangelisch-Lutherischen Kirche  (SELK) und Körperschaft des öffentlichen Rechts.

## Struktur
Dem Kirchenbezirk steht als leitender Geistlicher ein Superintendent vor, der mit dem Kirchenbezirksbeirat die Leitung innehat. Weitere Organe sind die Kirchenbezirkssynode, die jährlich tagt. Synodale stellt eine Kirchengemeinde mit jeweils einem Laienvertreter und dem Gemeindepfarrer. Neben der Synode ist der Bezirkspfarrkonvent, dem alle Pfarrer im aktiven Dienst mit Sitz und Stimme angehören, Organ des Kirchenbezirks. Der zur Kirchenregion Nord der SELK gehörende Kirchenbezirk Niedersachsen Ost erstreckt sich über zahlreiche Landkreise im östlichen Niedersachsen und Schleswig-Holstein.

## Lutherische Kirchengemeinden
- Pfarrbezirk Gistenbeck/Nestau/Nateln
- Pfarrbezirk Hamburg
  - Evangelisch-Lutherische Dreieinigkeitsgemeinde Hamburg
  - Evangelisch-Lutherische Zionsgemeinde Hamburg
- Pfarrbezirk Hörpel/Sottorf
- Pfarrbezirk Kiel/Rendsburg/Flensburg
- Pfarrbezirk Klein Süstedt
- Pfarrbezirk Molzen
- Pfarrbezirk Nettelkamp: Christuskirche
- Pfarrbezirk Scharnebeck/Lüneburg
- Pfarrbezirk Schleswig-Holstein-Süd[1]
  - Evangelisch-Lutherische Gemeinde Hohenwestedt
  - Martin-Luther-Gemeinde Bad Schwartau
- Pfarrbezirk Schleswig-Holstein West
  - Evangelisch-Lutherische Gemeinde Heide
  - Evangelisch-Lutherische Gemeinde Neumünster
- Pfarrbezirk Stelle
- Pfarrbezirk Uelzen

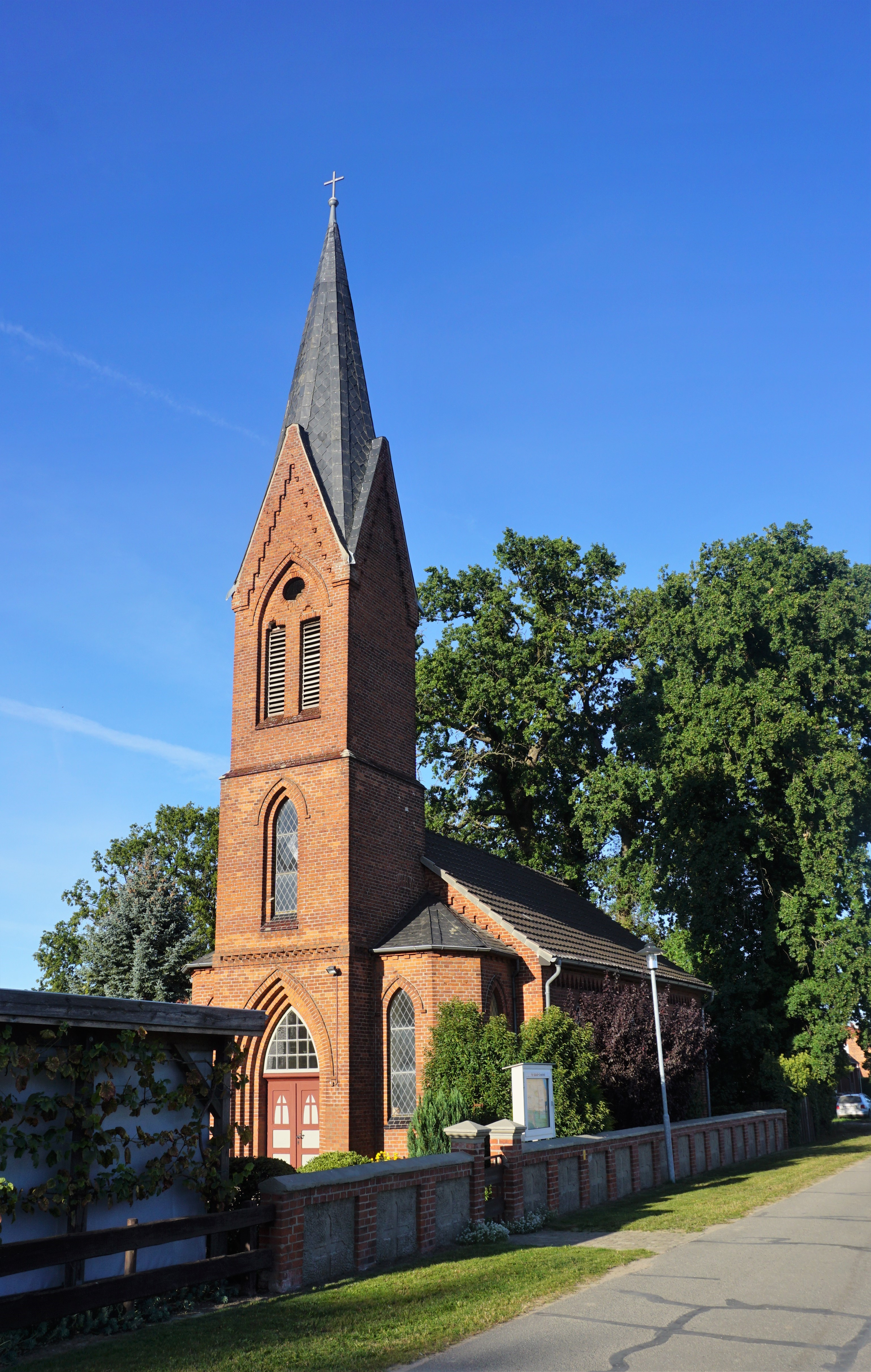
St.-Jakobi-Kirche (Nateln)
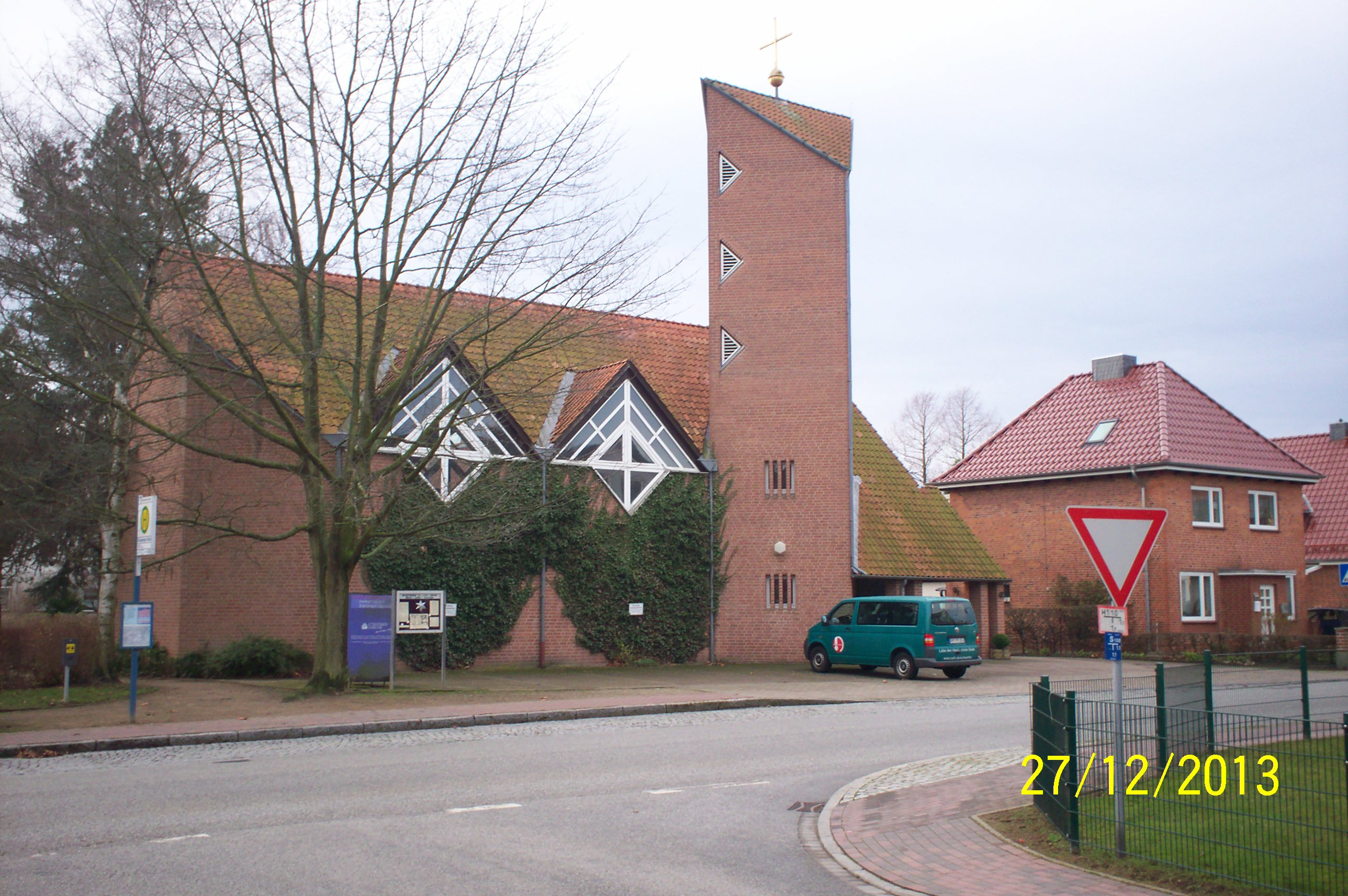
Martin-Luther-Kirche in Bad Schwartau
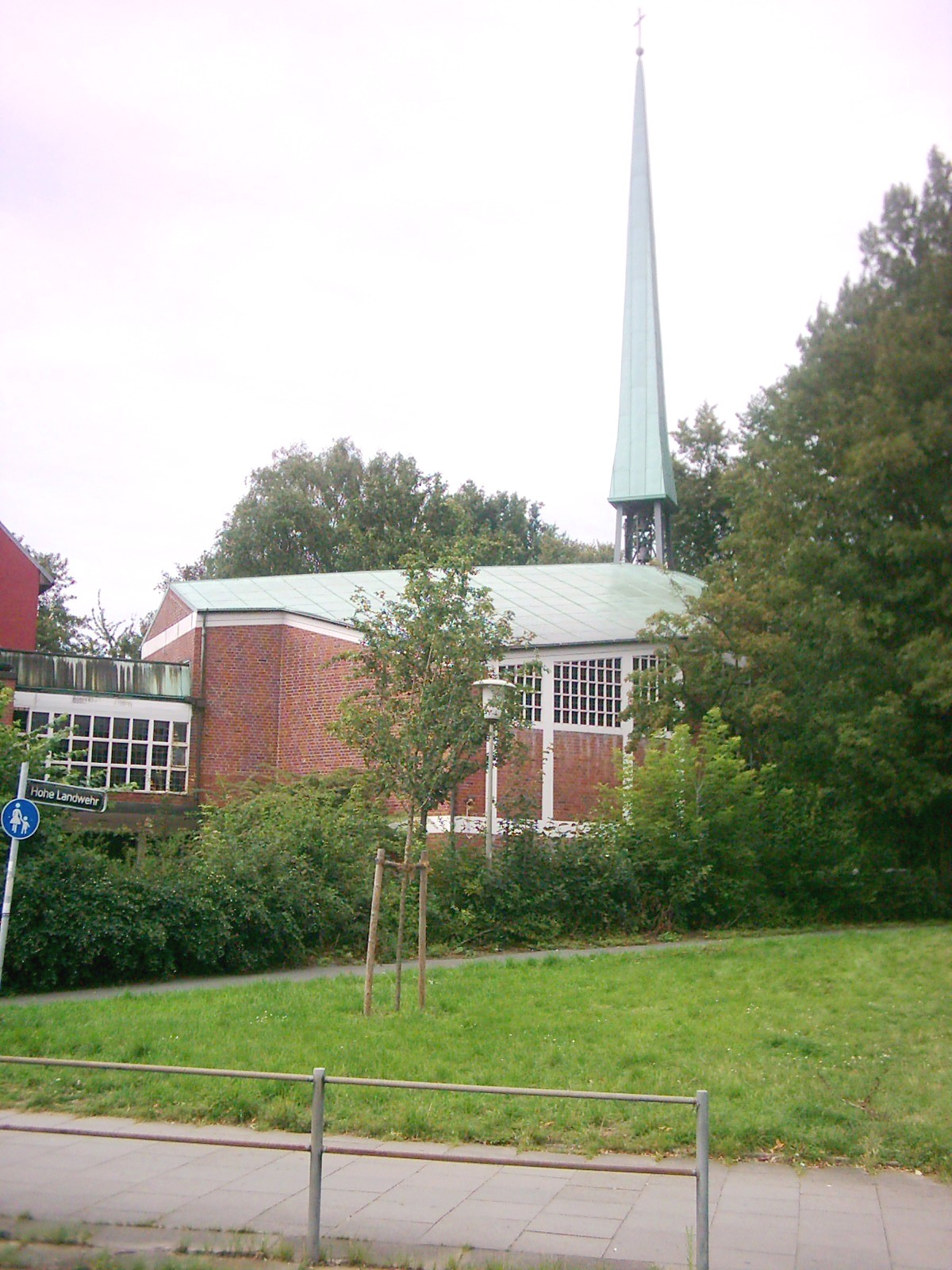
Kirche zur Heiligen Dreieinigkeit in Hamburg-Hamm
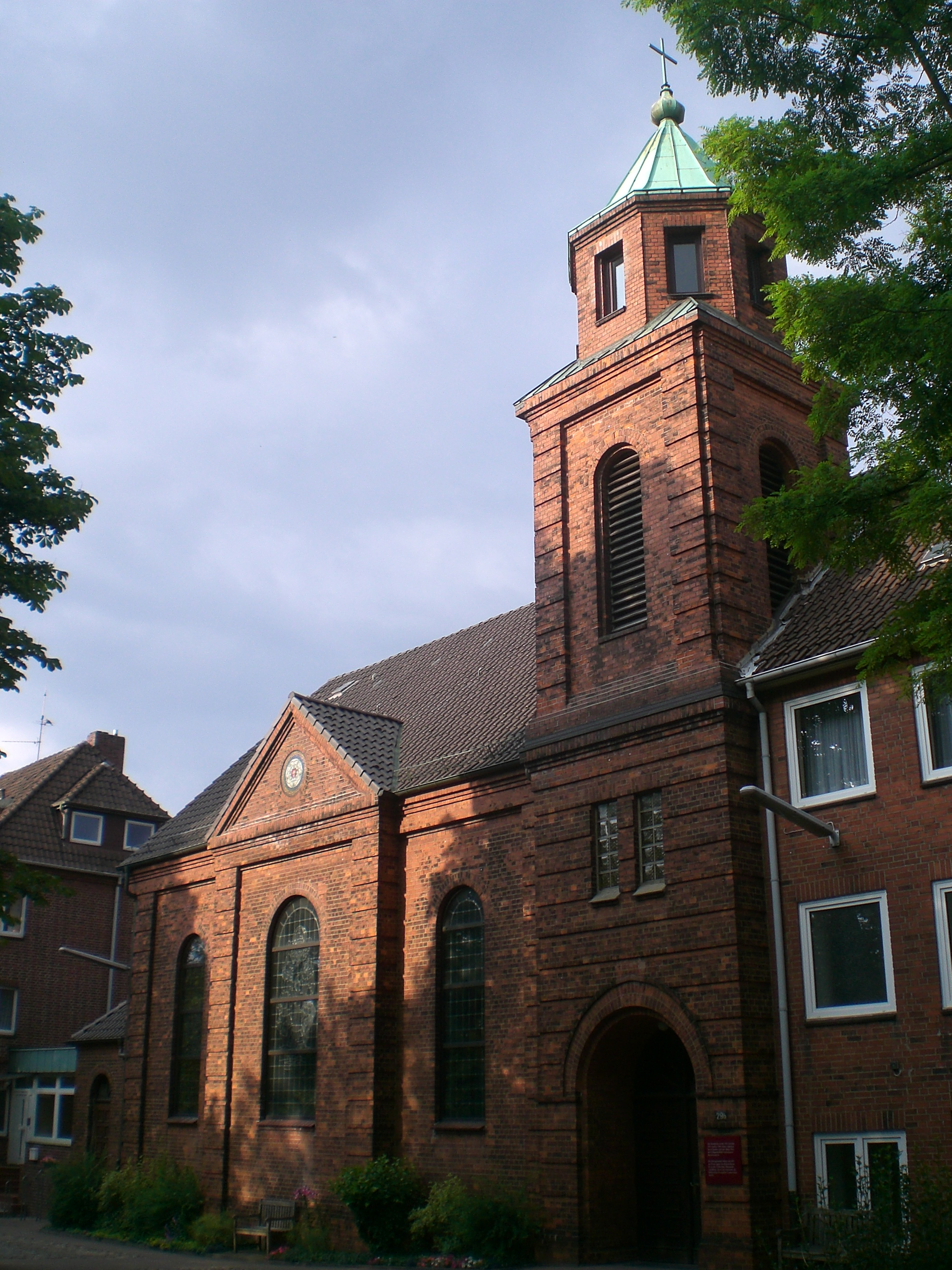
Zionskirche in Hamburg-Hohenfelde
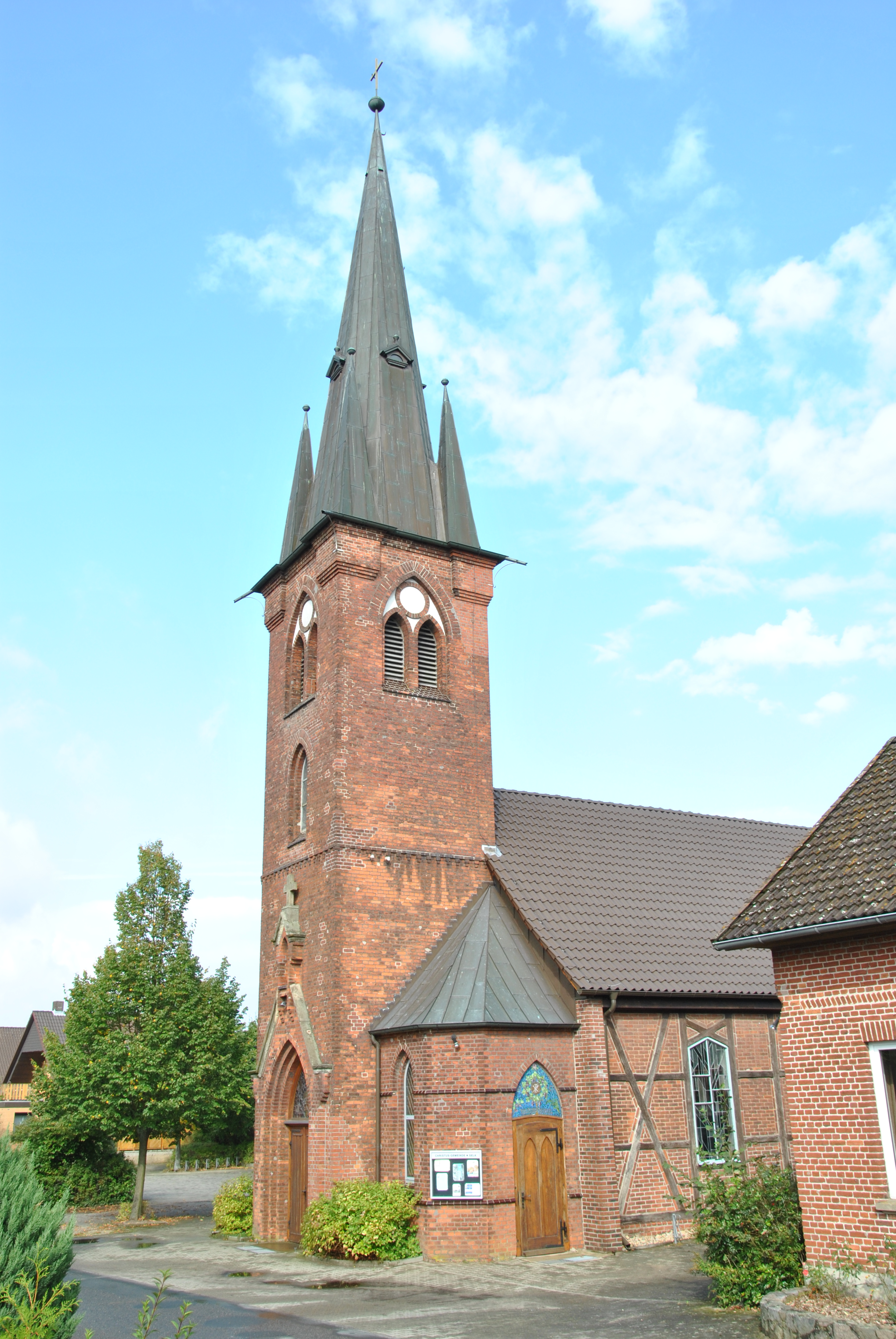
Christuskirche in Nettelkamp
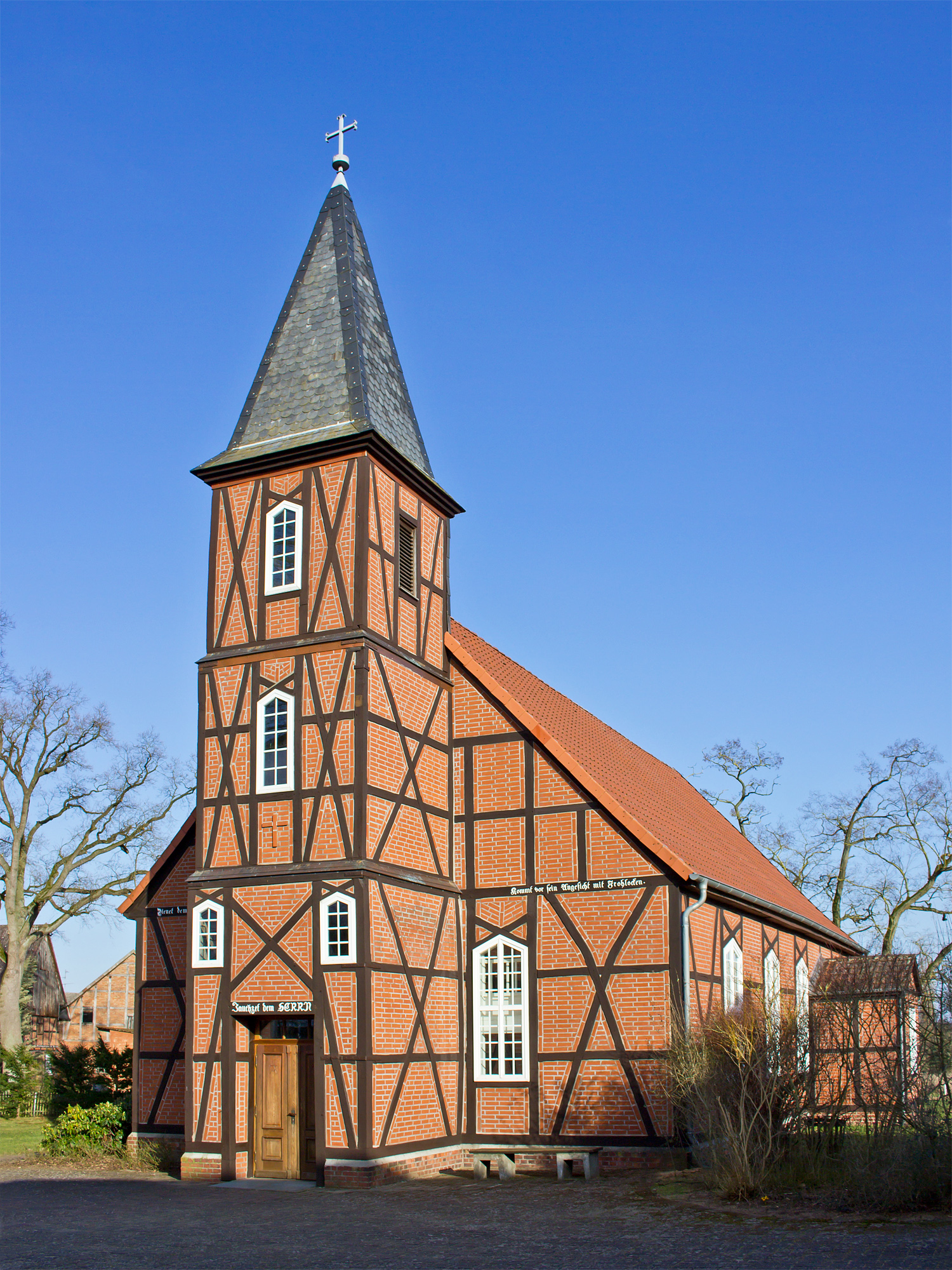
St.-Pauli-Kirche in Gistenbeck
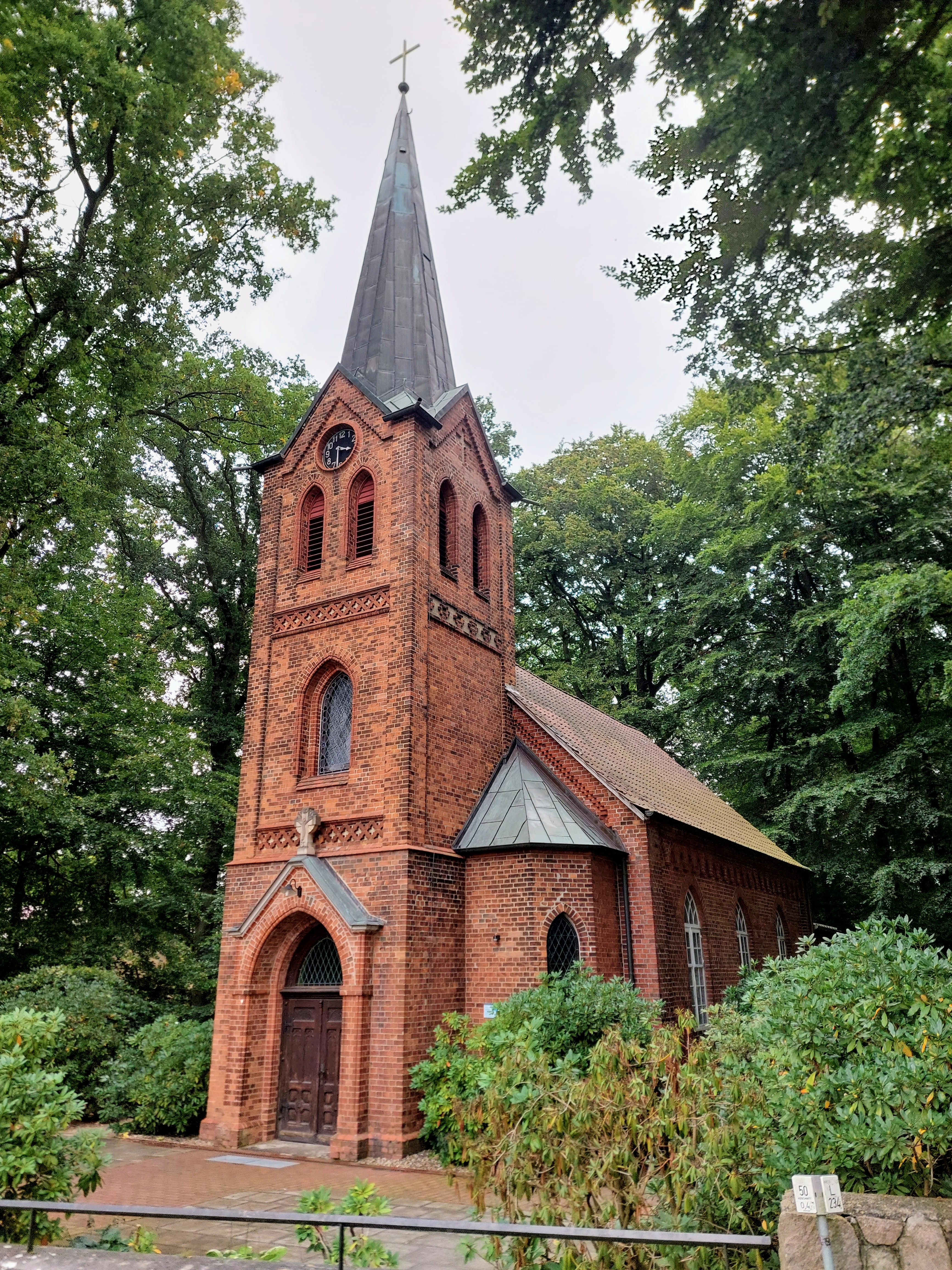
Pellakirche in Amelinghausen-Sottorf
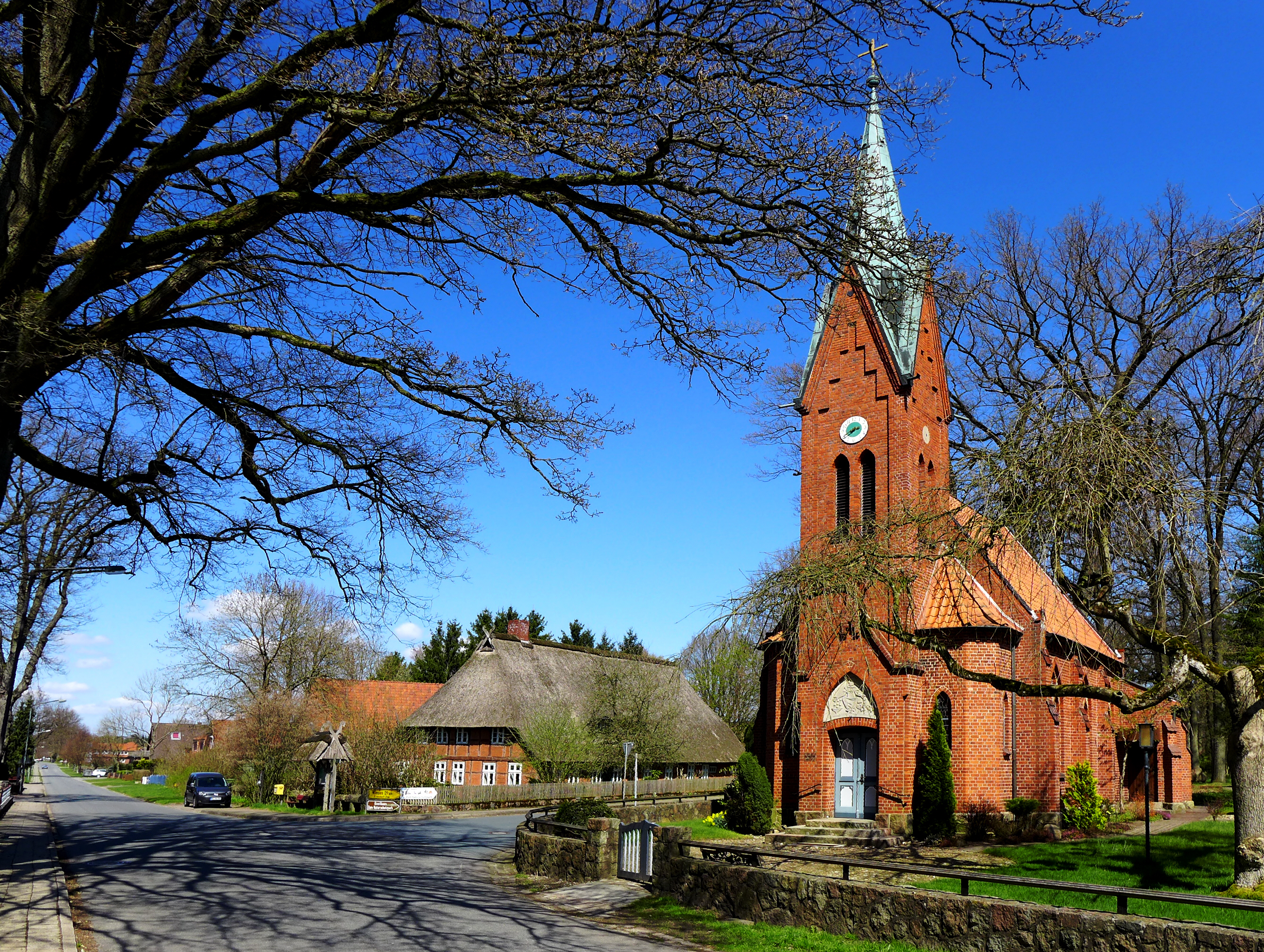
St.-Pauli-Kirche in Hörpel
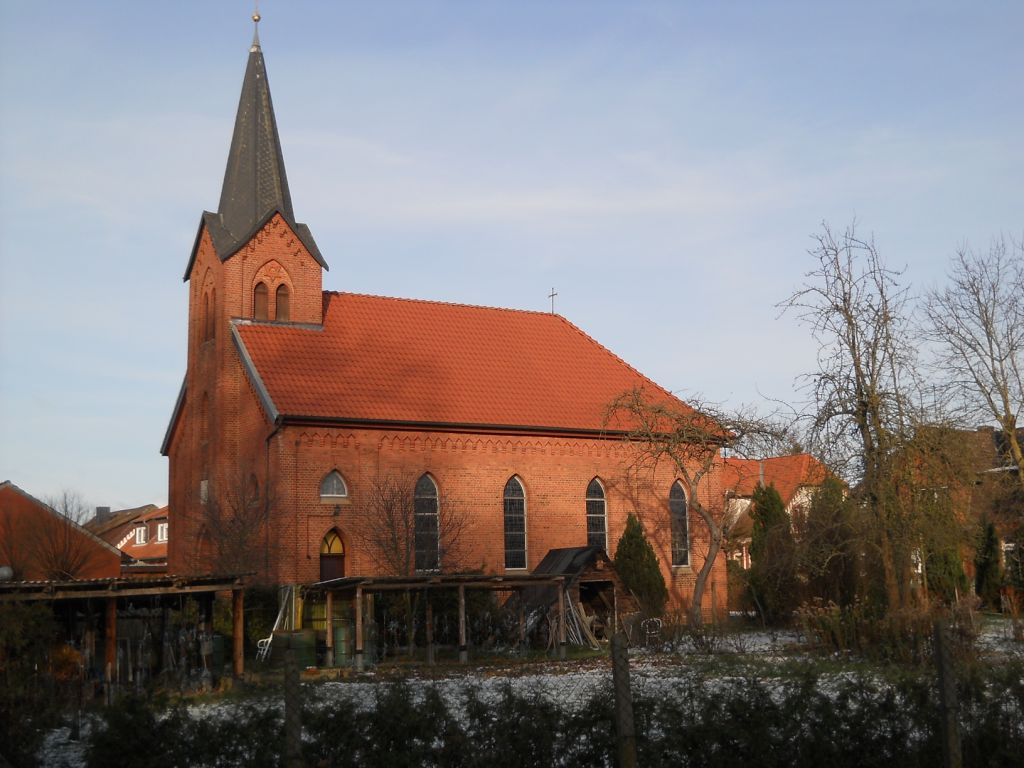
Christuskirche in Molzen
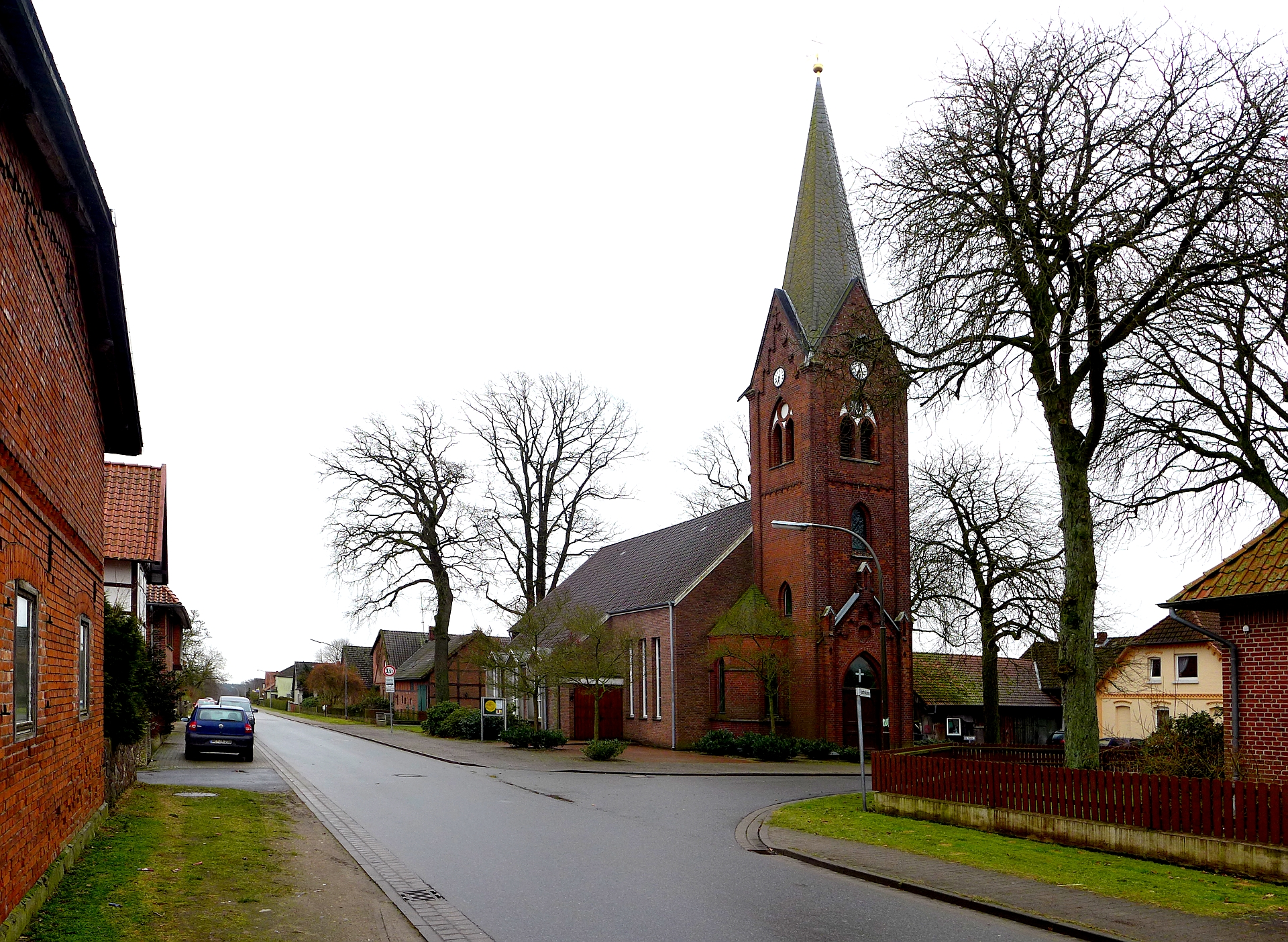
Zionskirche in Klein Süstedt
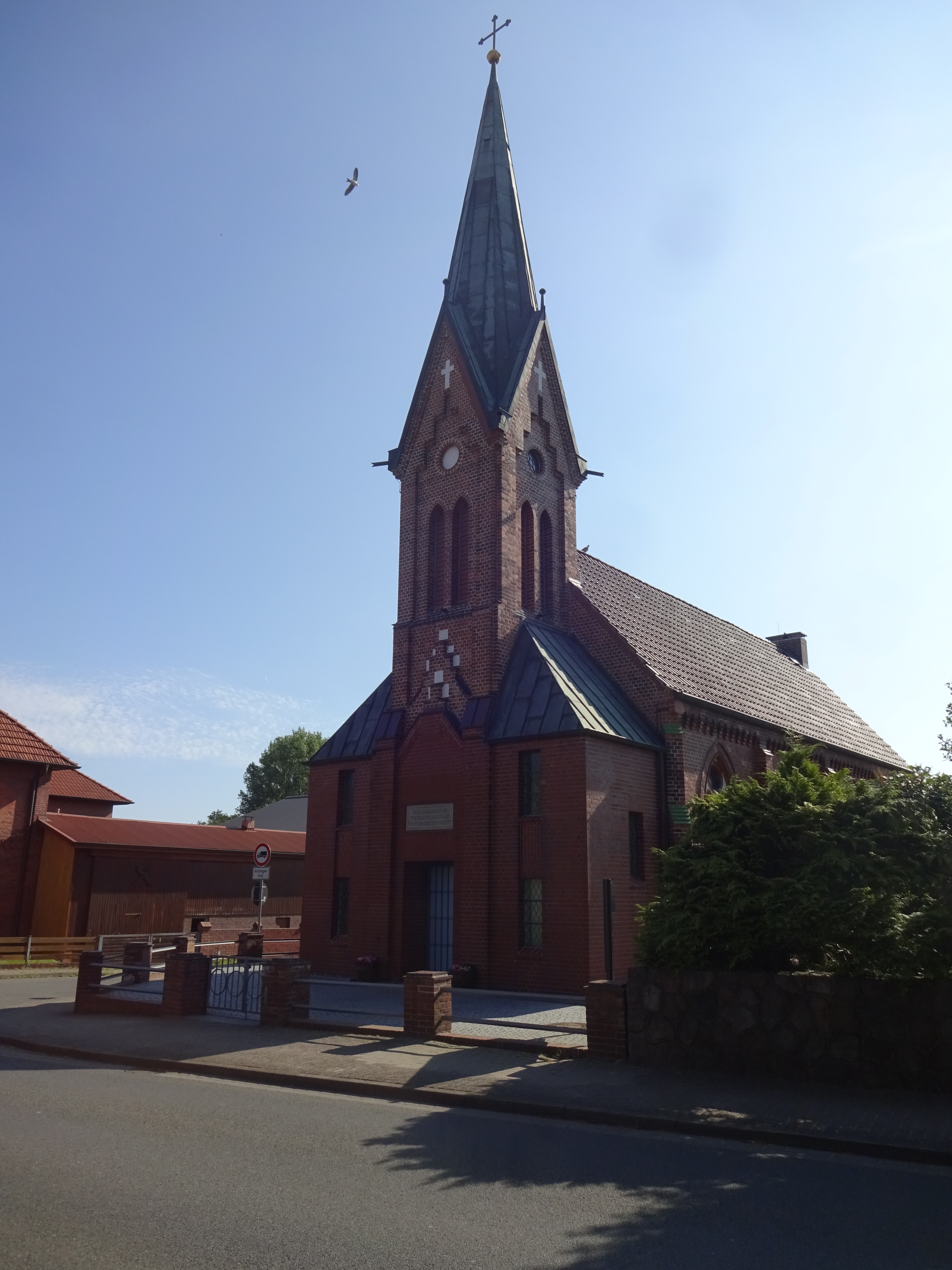
Petri-Kirche Stelle
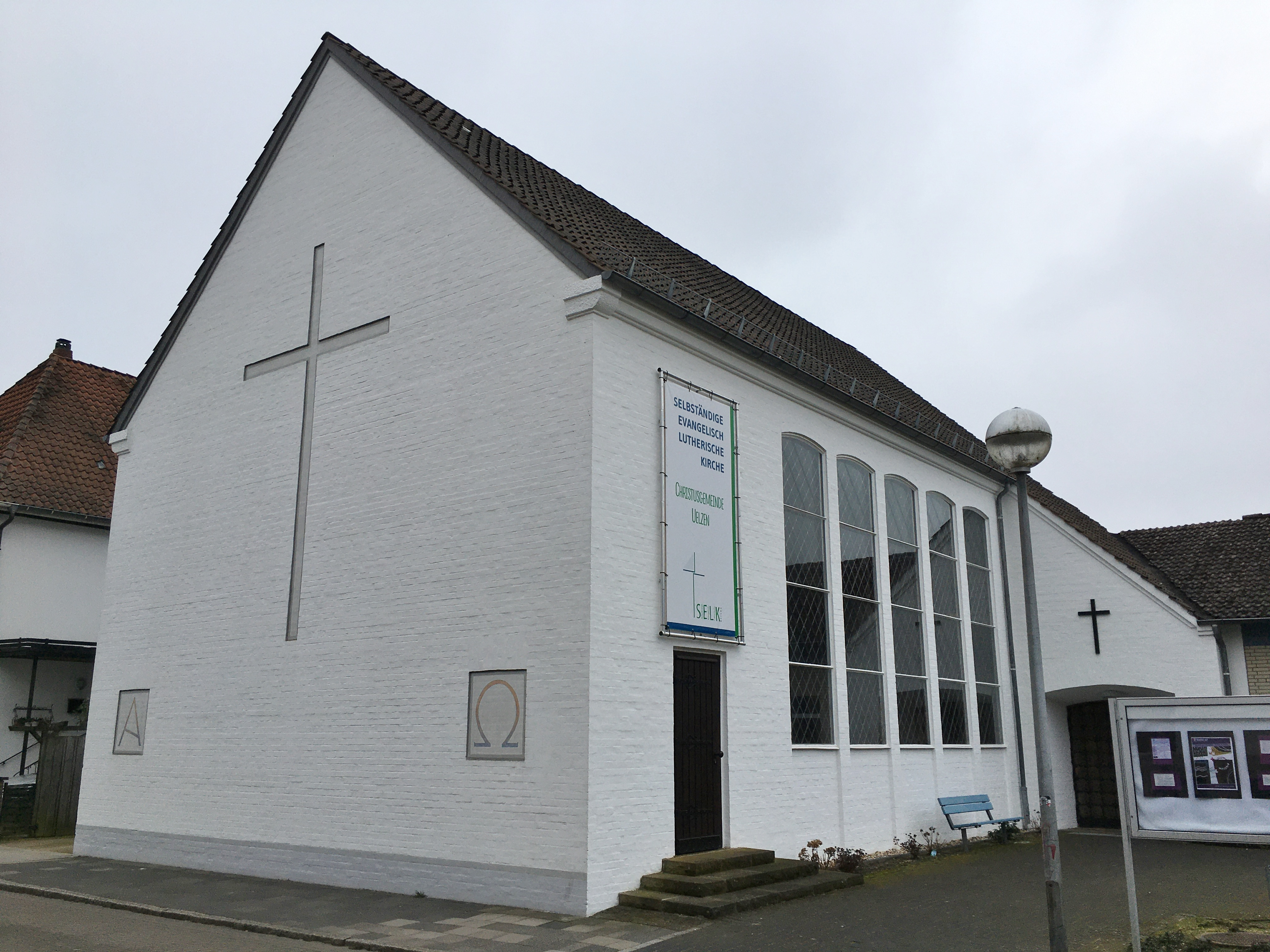
Christuskirche (Uelzen)

## Superintendentur
Der derzeitige Superintendent des Kirchenbezirks Niedersachsen-Ost der SELK ist Superintendent Bernhard Schütze. Die Superintendentur befindet sich in Hamburg.

## Kirchenbezirksbeirat
Der Kirchenbezirksbeirat besteht aus dem Superintendenten, zwei Pfarrern und drei Laien.